# Antonij (Moskalenko)
Antonij (světským jménem: Vladimir Ivanovič Moskalenko; 29. září 1940, Chabarovsk – 23. dubna 2025, Oral, Kazachstán) byl ruský duchovní Ruské pravoslavné církve a emeritní arcibiskup oralský a atyrauský.

## Život
Narodil se 29. září 1940 v Chabarovsku.
Po dokončení střední školy nastoupil roku 1960 do řad Sovětské armády. Do roku 1964 sloužil v Tichooceánském loďstvu. Po návratu se stal hypodiakonem arcibiskupa irkutského Veniamina (Novického).
V letech 1965–1969 studoval na fakultě práva Irkutské univerzity.
Dne 27. září 1969 byl v Novosibirsku arcibiskupem Pavlem (Golyševem) rukopoložen na diakona a 12. října na jereje. Poté sloužil v Krasnojarsku a Tomsku.
Dne 13. dubna 1970 byl postřižen na monacha se jménem Antonij na počest svatého Antonína Pečerského. Následně začal studovat na Moskevském duchovním semináři a poté na Moskevské duchovní akademii.
Roku 1981 byl převeden do služby chmelnycké eparchie, kde sloužil ve městě Dunajivci.
Dne 12. října 1984 byl ustanoven představeným katedrálního chrámu svatého Vladimíra v Kyjevě a zároveň vedoucím pro záležitosti Ukrajinského exarchátu.
Dne 4. října 1985 jej Svatý synod zvolil biskupem perejaslav-chmelnyckým a vikářem kyjevské eparchie. Dne 13. října 1985 proběhla v chrámu svatého Vladimíra jeho biskupská chirotonie. Světiteli byli metropolita metropolita kyjevský Filaret (Denysenko), metropolita lvovský Nykodym (Rusnak), arcibiskup černihivský Antonij (Vakaryk), arcibiskup ivano-frankivský Makarij (Svystun), arcibiskup vinnycký Agafangel (Savvin), biskup poltavský Savva (Babynec) a biskup černovický Varlaam (Iljuščenko).
Dne 30. prosince 1986 byl jmenován biskupem černovickým a bukovinským. Dne 23. listopadu 1990 ho metropolita kyjevský Filaret osvobodil od funkce černovického biskupa a byl dán k dispozici patriarchu moskevskému. Dne 30. ledna 1991 byl ustanoven biskupem nově zřízené oralské eparchie. Dne 25. února 1997 byl povýšen na arcibiskupa.
Od 4. října 2012 nesl titul oralský a aktobský. Dne 15. prosince 2012 se stal předsedou Revizní komise Metropolitního okruhu Kazachstán. Od 24. března 2022 nesl titul oralský a atyrauský. Dne 27. května 2022 jej Svatý synod penzionoval a jako místo pobytu bylo určeno město Oral.
Zemřel ve věku 84 let.